# Падерно-Дуньяно
Паде́рно-Дунья́но (итал. Paderno Dugnano) — город в Италии, в провинции Милан области Ломбардия.
Население составляет 46 023 человека (на 2003 г.), плотность населения составляет 3.264,04 чел./км². Занимает площадь 14,1 км². Почтовый индекс — 20037. Телефонный код — 02.
Покровителем города почитается святитель Амвросий Медиоланский, празднование 7 декабря.